# Lớp học

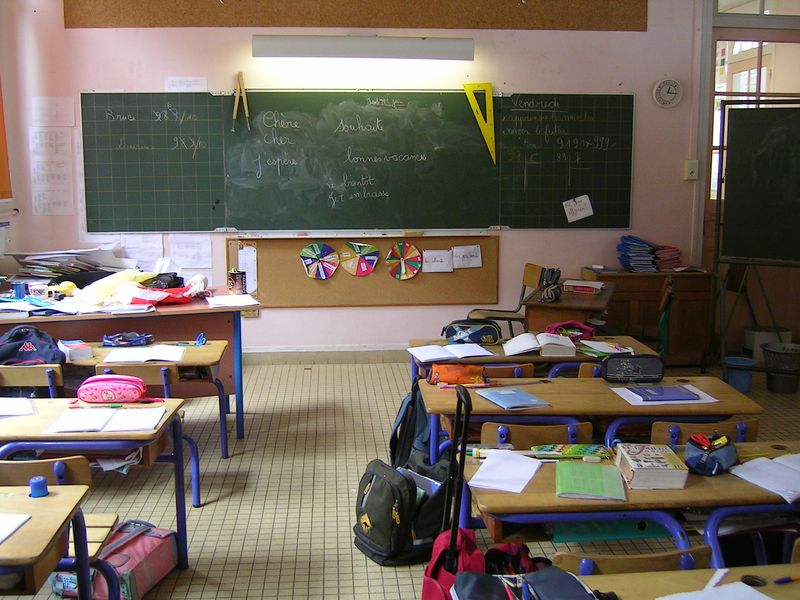
Một lớp học ở Pháp

Lớp học hay gọi gọn là Lớp hay Phòng học (Classroom) là một căn phòng thường được bố trí trong nhà trường và trung tâm giáo dục chuyên sử dụng cho hoạt động giảng dạy của thầy cô giáo, giảng viên, giáo sư,... và học tập của các học sinh, sinh viên,... Lớp học là đơn vị cơ bản tại các cơ sở giáo dục bao gồm cả trường công lập, trường tư thục; các trung tâm giáo dục; các công ty, cơ quan; các tổ chức tôn giáo, tổ chức nhân đạo; y tế. Lớp học là một không gian tương đối tách biệt và yên tĩnh nơi mà việc học tập và giảng dạy có thể diễn ra mà không bị gián đoạn bởi những phiền nhiễu bên ngoài. Một lớp học có thể dao động từ một vài đến hàng chục người học hoặc lớn hơn với hàng trăm sinh viên trong một phòng (được gọi là một giảng đường).

## Thiết kế, bố trí

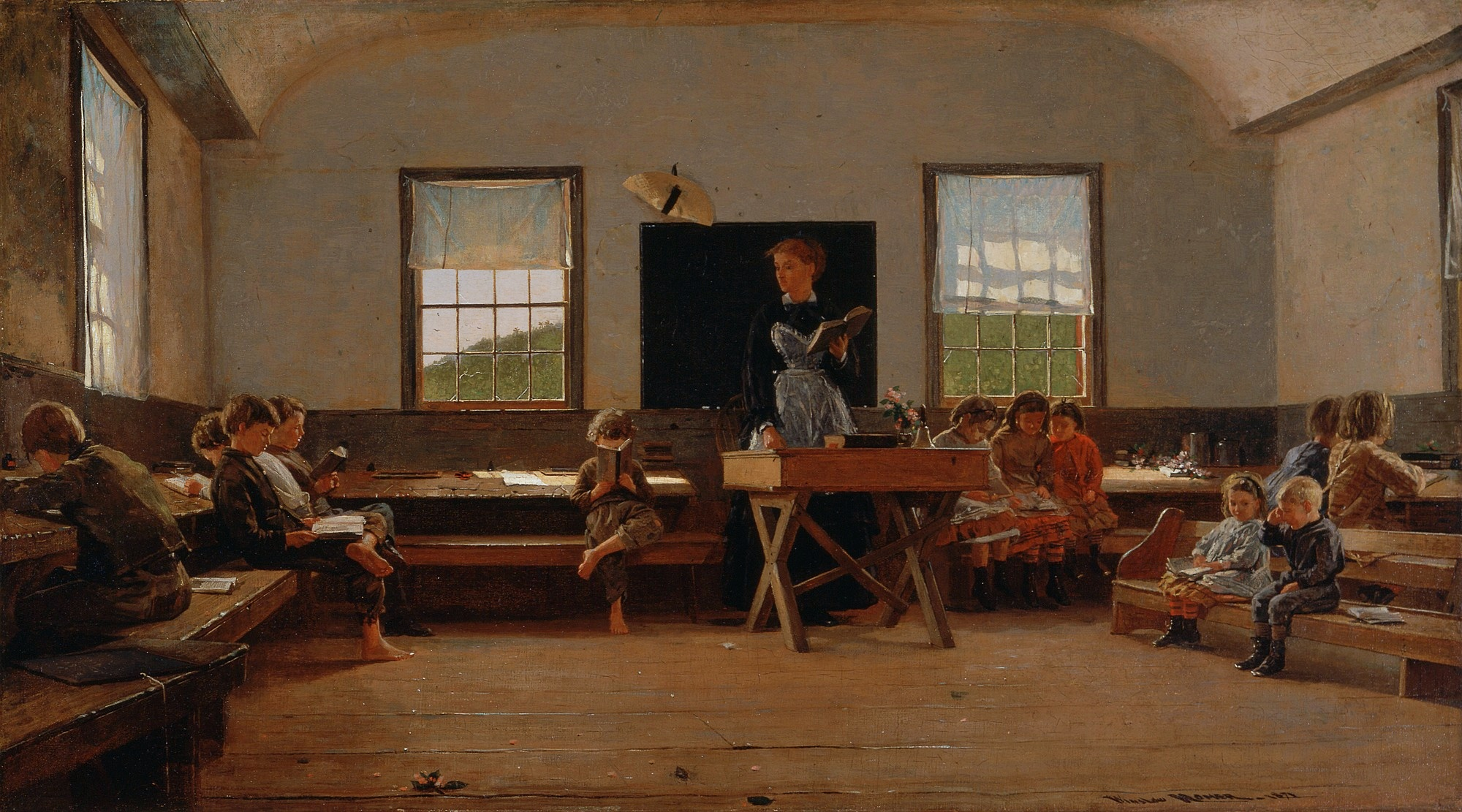
Tranh vẽ một lớp học thời cận đại

Hầu hết các lớp học có điểm tương đồng là luôn có một tấm bảng lớn - vật truyền tải kiến thức bằng chữ và hình vẽ của người dạy đến người học. Theo truyền thống, đây là hình thức của một bảng đen; nhưng cũng có thể là bảng xanh (hai loại được ghi bằng phấn), bảng trắng hay bảng mê ca (ghi bằng bút lông). Ngày nay, bên cạnh bảng, trong nhiều lớp học còn bố trí màn hình đèn chiếu để phục vụ cho việc học tập (thường có bút laser). Nhiều lớp học cũng có cả ti vi, bản đồ, biểu đồ, sách, báo, tạp chí chuyên khảo và màn hình LCD chiếu để trình bày thông tin và hình ảnh từ máy vi tính nhằm phục vụ cao nhất cho chương trình giảng dạy. Cách bố trí, thiết kế và trang trí lớp học có ảnh hưởng đáng kể đến chất lượng trải nghiệm giáo dục. Phòng học nếu được bố trí ở nơi yên tĩnh thì sẽ giảm bớt phiền nhiễu để tập trung vào việc học tập của người học và ngược lại. Ánh sáng, đồ nội thất, các vật dụng và trang thiết bị cũng ảnh hưởng đến việc học tập và giảng dạy. Việc chú ý đến âm thanh và phối màu có thể làm giảm sự mất tập trung và hỗ trợ sự tập trung. Ánh sáng và đồ nội thất cũng ảnh hưởng đến các yếu tố như khoảng chú ý của học sinh. Đối với các bài học, đòi hỏi tình huống thực hành cụ thể hoặc các loại phương pháp tiếp cận khác nhau của lớp học chuyên về ngành nghề thì phòng học trong nhà và ngoài trời đều được sử dụng; ví dụ như lớp học thể dục, lớp thực hành nghiên cứu sinh học, lớp học thực hành, dã ngoại. Lớp học còn có thể tổ chức lưu động như trong các phòng thí nghiệm máy tính được sử dụng cho bài học công nghệ thông tin trong trường học, phòng tập thể dục thể thao và các phòng thí nghiệm khoa học như sinh học, hóa học, vật lý, cơ khí.